# Эпье-сюр-Шьер
Эпье́-сюр-Шьер (фр. Épiez-sur-Chiers) — коммуна во французском департаменте Мёрт и Мозель региона Лотарингия. Относится к  кантону Лонгюйон.

## География

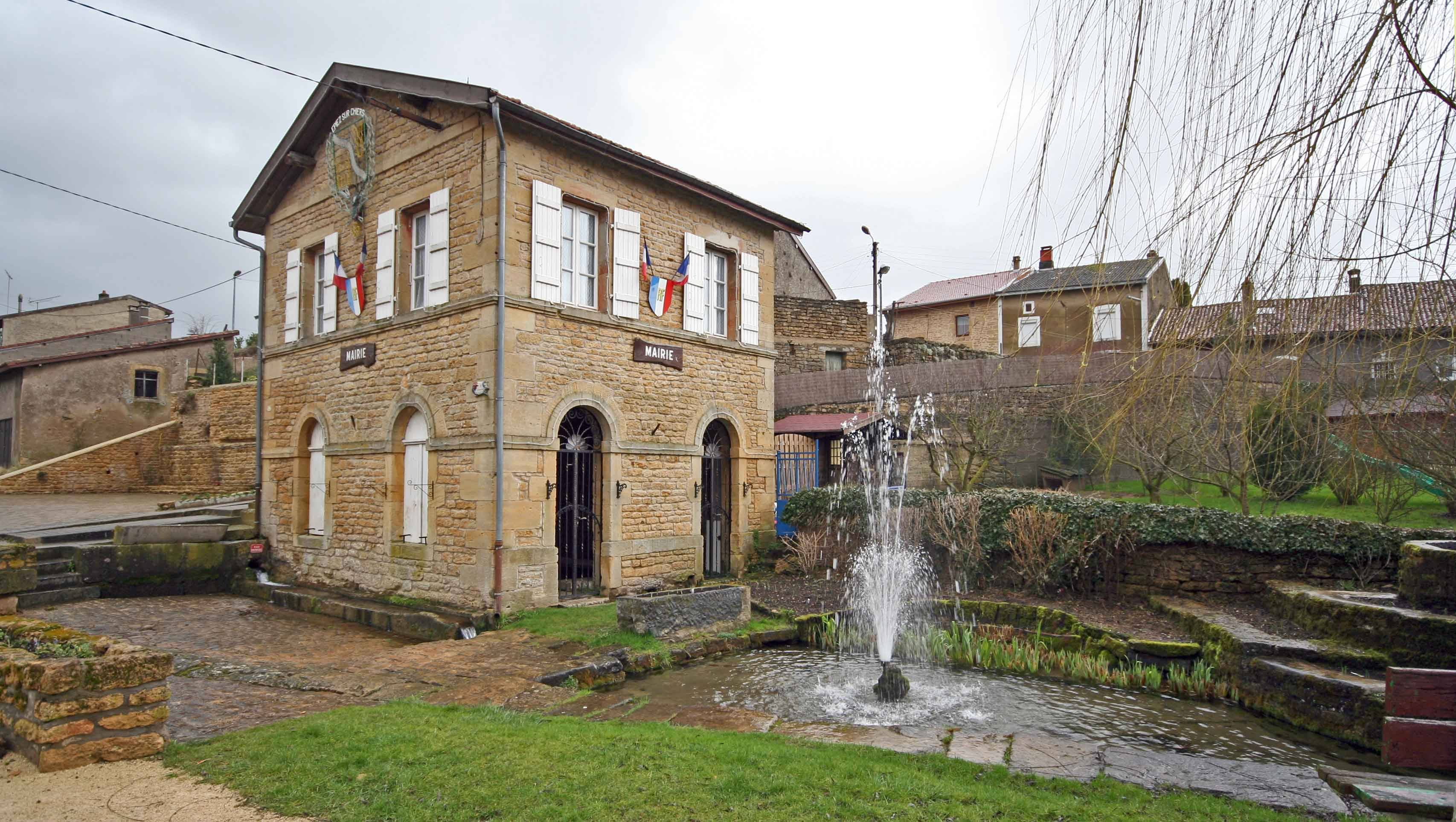
Мэрия Эпье-сюр-Шьер.

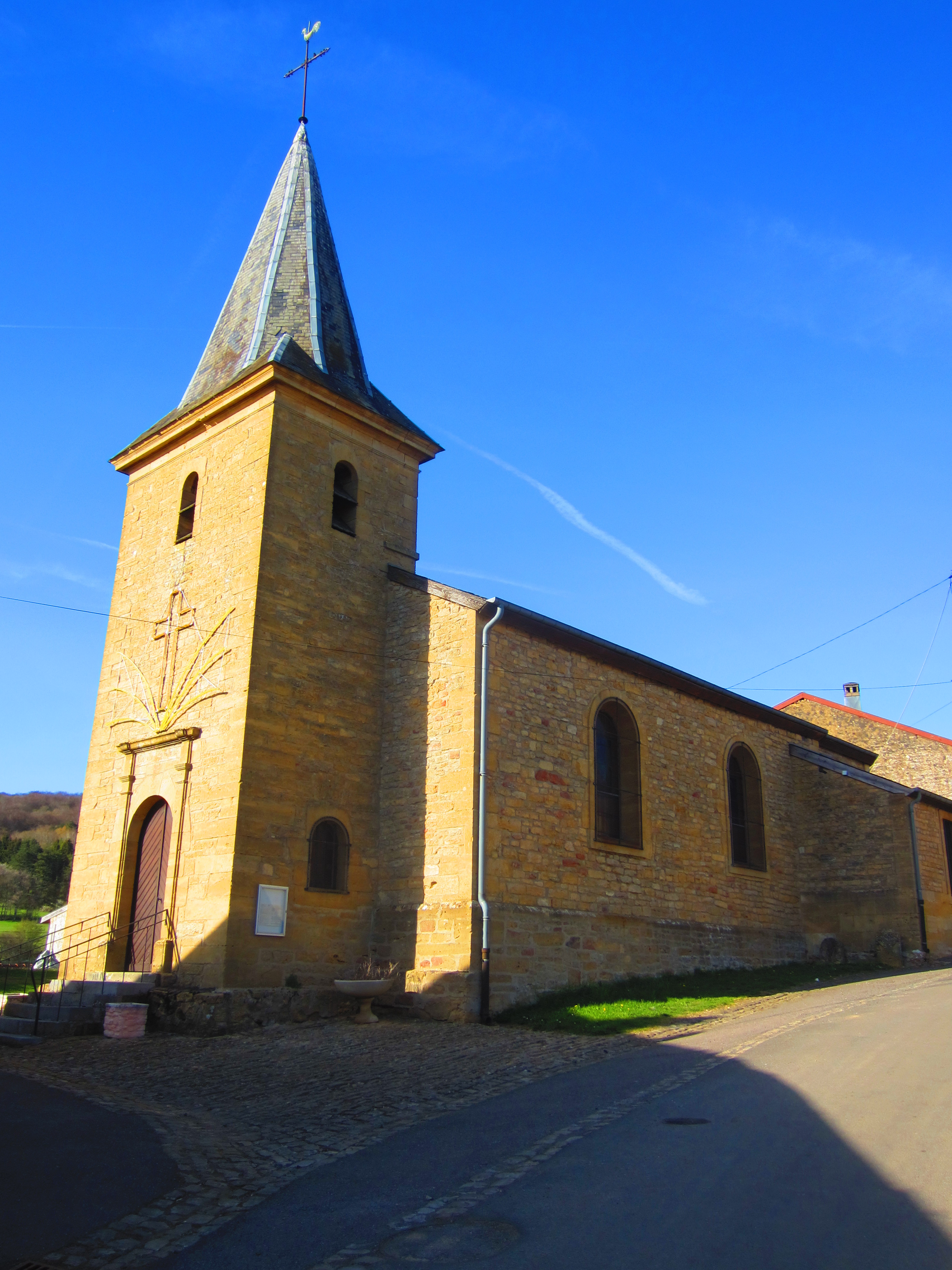
Церковь Сен-Дени.

Эпье-сюр-Шьер расположен в 65 км к северо-западу от Меца и в 105 км к северо-западу от Нанси. Стоит на реке Шьер недалеко от границы с Бельгией. Соседние коммуны: Аллондрель-ла-Мальмезон на северо-востоке, Виллет на юго-востоке, Шаранси-Везен на юге, Виллер-ле-Рон и Флассиньи на юго-западе, От и Базей-сюр-Отен на западе, Велонь и бельгийский Торньи на северо-западе.

## История
- Эпье-сюр-Шьер входил в историческую провинцию Барруа.

## Демография
Население коммуны на 2010 год составляло 186 человек.
| 1962 | 1968 | 1975 | 1982 | 1990 | 1999 | 2010 |
| ---- | ---- | ---- | ---- | ---- | ---- | ---- |
| 212  | 185  | 171  | 145  | 124  | 165  | 186  |

## Достопримечательности
- Замок де Вильлон, реконструирован в 1613 году, после пожара 1847 года сохранились только северо-западная башня и подвалы, восстановлен в 1851 году.
- Замок в Мантевиле, сооружён как фортифицированная усадьба в XV веке.